# Бенавидес, Сесар Рауль
Сесар Рауль Бенавидес Эскобар (исп. César Raúl Benavides Escobar; 12 марта 1912, Сантьяго — 25 марта 2011, Сантьяго) — чилийский генерал, активный участник военного переворота 11 сентября 1973. Министр внутренних дел и обороны в первых правительствах генерала Пиночета. Член правящей военной хунты в 1981—1985.

## Военная карьера и военный переворот
В Военное училище Бернардо О'Хиггинса поступил в 1936 году. Первое офицерское звание получил в 1947 году. С 1972 года — бригадный генерал. В армии занимался вопросами разработки и внедрения высокотехнологичных вооружений, созданием современных телекоммуникационных систем. Был профессором чилийской и эквадорской Военных академий. Придерживался правых политических взглядов.
Активно участвовал в организации и осуществлении военного переворота 11 сентября 1973 года. С декабря 1973 по июль 1974 курировал обеспечение безопасности в южных районах Чили. Участвовал в деятельности карательной бригады Lautaro, действовавшей как оперативное подразделение политической полиции ДИНА.

## Проводник жёсткого курса
В июле 1974 года генерал-майор Бенавидес возглавил ключевое силовое ведомство — МВД, сменив на этом посту «излишне либерального» Оскара Бонилью. В 1978, после назначения министром внутренних дел Серхио Фернандеса (первый гражданский министр «эры Пиночета»), был переведён на министерство обороны в звании генерал-лейтенанта.
Жёстко проводил политику репрессий против оппозиции и придерживался безукоризненной лояльности Пиночету. Переворот 11 сентября 1973 года вместе с хунтой совершили 26 генералов. Пять лет спустя на действительной службе оставались лишь 4 из них — в том числе Р. Бенавидес (наряду с Эрманом Бради, Вашингтоном Карраско и Карлосом Форестером).
В 1981 году вошёл в состав правительственной хунты (формально заменил самого Пиночета как представитель сухопутных войск). На этом посту он курировал законодательный процесс.

## Попытки судебных преследований
В 1985 году ушёл в отставку (был заменён в составе хунты генералом Хулио Канессой Робертом). Уволился из армии, отошёл от политики. Последнее публичная акция с его стороны — подписание в 2003 году декларации группы отставных военных, отвергавших обвинения в нарушении прав человека.
23 февраля 2005 года была сделана попытка привлечь 93-летнего Бенавидеса к уголовной ответственности за политические репрессии 1970-х годов (включая ликвидацию ультралевых боевиков). Он был помещён под домашний арест. Однако уже 31 марта 2005 года Апелляционный суд Сантьяго отменил это решение.
17 ноября 2009 года в испанском суде были сформулировано обвинение в отношении группы чилийских военных, включая генерала Бенавидеса. Им инкриминировалось убийство в 1976 году испанского дипломата-коммуниста Кармело Сориа. Однако этот процесс не получил развития.
Скончался за год до достижения 100-летнего возраста.